# Scarborough (Maine)
Scarborough és una població dels Estats Units a l'estat de Maine (EUA). Segons el cens del 2000 tenia 16.970 habitants.

## Demografia
Segons el cens del 2000, Scarborough tenia 16.790 habitants, 6.462 habitatges, i 4.678 famílies. La densitat de població era de 137,3 habitants/km².
Dels 6.462 habitatges en un 35,1% hi vivien nens de menys de 18 anys, en un 62,8% hi vivien parelles casades, en un 7% dones solteres, i en un 27,6% no eren unitats familiars. En el 20,7% dels habitatges hi vivien persones soles el 7,4% de les quals corresponia a persones de 65 anys o més que vivien soles. El nombre mitjà de persones vivint en cada habitatge era de 2,59 i el nombre mitjà de persones que vivien en cada família era de 3,02.
Per edats la població es repartia de la següent manera: un 25,9% tenia menys de 18 anys, un 4,9% entre 18 i 24, un 30,8% entre 25 i 44, un 25,3% de 45 a 60 i un 13% 65 anys o més.
L'edat mediana era de 39 anys. Per cada 100 dones de 18 o més anys hi havia 92,2 homes.
La renda mediana per habitatge era de 56.491 $ i la renda mediana per família de 65.138 $. Els homes tenien una renda mediana de 41.148 $ mentre que les dones 31.372 $. La renda per capita de la població era de 26.321 $. Entorn del 3% de les famílies i el 4% de la població estaven per davall del llindar de pobresa.

## Poblacions més properes
El següent diagrama mostra les poblacions més properes.